# Козельці високі
Козельці високі (Tragopogon dasyrhynchus) — вид квіткових рослин з підродини цикорієвих (Cichorioideae).

## Біоморфологічна характеристика
Це дворічна рослина 80–130 см заввишки, переважно гола. Прикореневі листки довгасто-ланцетні, 50–70 мм завширшки. Листочків обгортки 8, ланцетні. Сім'янки 10-гранні, борозенчасто-шорсткі, поступово переходять у короткий (3–4 мм завдовжки) товстий шорсткий носик; чубчик сіруватий.

## Поширення
Ендемік Криму — Україна.
В Україні вид росте на трав'янистих схилах, по чагарниках, у нижньому поясі гір – у зх. ч. ПБК (Севастополь, долина Ласпі), рідко